# Семёнов, Дмитрий Фролович
Дми́трий Фро́лович Семёнов (2 февраля 1871 года, Забайкалье — после 1946 года, Владимир, РСФСР, СССР) — генерал-лейтенант (1919), участник Русско-японской войны и Гражданской войны на Дальнем Востоке, активный политический деятель русской эмиграции в Китае; троюродный брат атамана Г. М. Семёнова.

## На царской службе
На службу поступил 11 октября 1889 года. Окончил Иркутское пехотное юнкерское училище 1 сентября 1893 и был зачислен хорунжим в 1-й конный полк Забайкальского казачьего войска. Участвовал в подавлении восстания в Китае (1900—1901). Ветеран Русско-японской войны 1904—1905, где 14 января 1905 г. ему было присвоено звание есаула за боевые отличия. В Первой мировой войне принимал деятельное участие. 6 декабря 1913 г. ему было присвоенно звание полковника. В 1917 г. — командир 3-й Забайкальской казачьей бригады, а с 3 июня 1917 г. — генерал-майор.

## На службе у атамана Семёнова
В 1918 году поддержал приход к власти атамана Г. М. Семёнова в Забайкальской республике.
С 14 сентября 1918 г. по декабрь 1918 г. Начальник Забайкальской (впоследствии 1-й Забайкальской) казачьей дивизии (14 сентября 1918 — январь 1919), военного гарнизона г. Читы (с 27 сентября 1918) и 1-го военного района в составе 5-го Приамурского корпуса (с 19 октября 1918). С 8 декабря 1918 г. по 18 июня 1919 г. в звании генерал-лейтенанта (4 января 1919) являлся командиром 1-го Восточного казачьего корпуса в составе Отдельной Восточно-Сибирской армии атамана Г. М. Семёнова.
После поражения Колчака Помощник командующего войсками, затем командующий войсками Забайкальского военного округа (24 декабря 1919 — 31 января 1920) и уполномоченный по охране государственного порядка и общественного спокойствия в Забайкальской области (с 25 декабря 1919). С 12 февраля 1920 г. командовал войсками Забайкальского фронта, с 27 февраля 1920 г. — Восточной группой, с 10 марта по 23 июля 1920 г. был командиром 1-го Забайкальского корпуса Дальневосточной армии. С 27 июля 1920 г. — генерал для поручений при главнокомандующем всеми вооруженными силами и походного атамана всех казачьих войск Российской Восточной окраины Г. М. Семёнове.

## Эмиграция
С ноября 1920 г. эмигрант. Председатель Дайренского Бюро по делам российских эмигрантов, атаман Дайренской станицы. Арестован 31 октября 1945 г. в Дайрене, депортирован в СССР. Особым совещанием при МГБ СССР от 30 ноября 1946 г. в возрасте 75 лет был осужден на 10 лет лишения свободы, содержался в тюрьме Владимира, где и умер. Точная дата смерти неизвестна. 
Посмертно реабилитирован 20 декабря 2002 г.

## Награды
- орден Св. Станислава 3-й ст. с мечами и бантом (1900)
- орден Св. Анны 3-й ст. с мечами и бантом (1901)
- орден Св. Станислава 2-й ст. с мечами (1904)
- орден Св. Анны 2-й ст. с мечами (1904)
- золотое оружие (1904)
- орден Св. Владимира 4-й ст. с мечами и бантом (1905).